# 1799 у Миколаєві

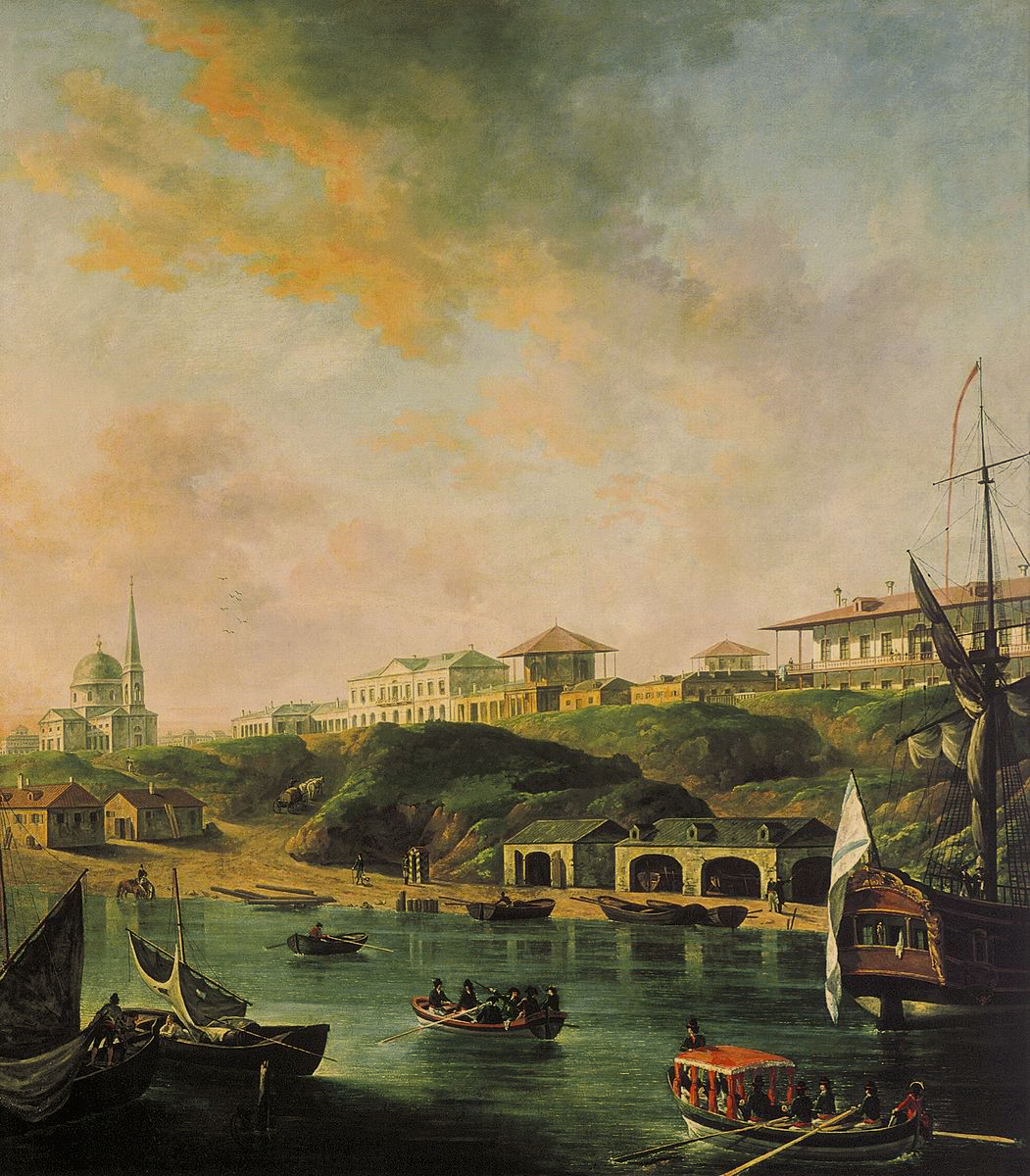
Ф. Я. Алексєєв. «Вид города Николаева». 1799. Третьяковська галерея, Москва.

| Роки в Миколаєві 1789 • 1790 • 1791 • 1792 • 1793 • 1794 • 1795 • 1796 • 1797 • 1798 • 1799 • → Див. також: XIX століття |

1799 у Миколаєві — список важливих подій, що відбулись у 1799 році в Миколаєві. Також подано перелік відомих осіб, пов'язаних з містом, що народились або померли цього року.

## Події
- Імператор Павло I дозволив туркам, що мешкали в Тернівці, переселитися за бажанням ближче до одновірців у місто Карасубазар, що в Криму. Вони оселилися тут в 1792 році, коли Катерина II своїм указом дозволила поселитися «особливою слободою» османам, які потрапили в полон під час російсько-турецької війни (1787—1792) і які забажали залишитися в Російській імперії, з відведенням для цих цілей землі «в передмісті Миколаєва»[1].

### З'явились

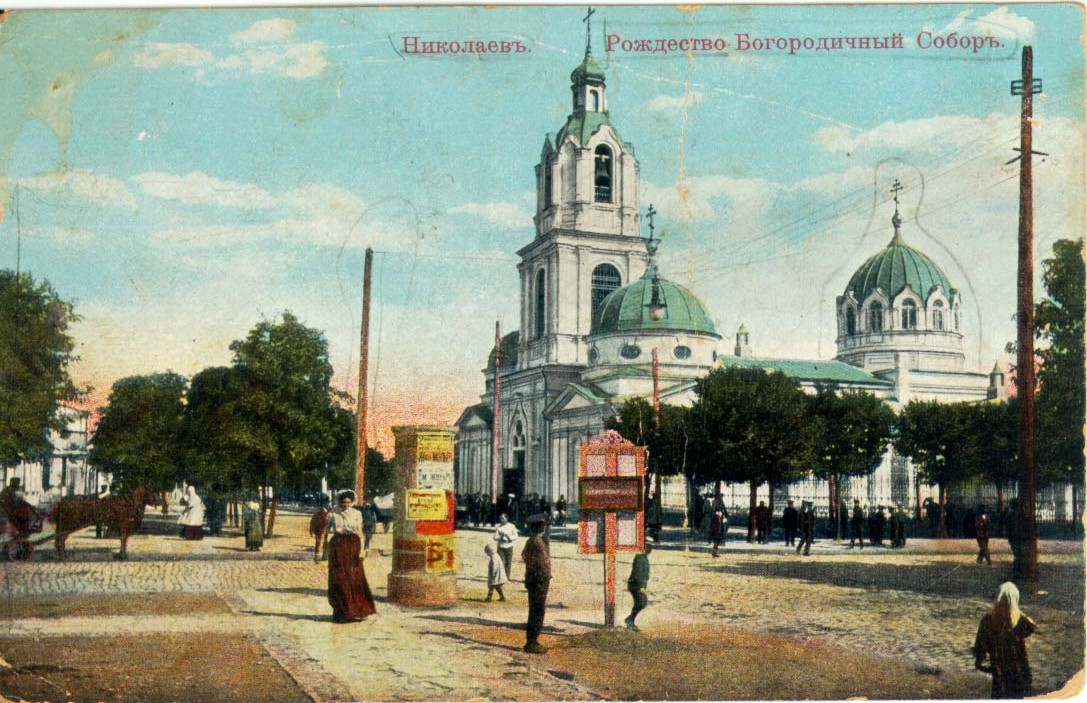
Собор Різдва Богородиці на дореволюційній поштовій листівці

- На розі нинішніх вулиць Потьомкінської та Лягіна заклали однопрестольну кам'яну церкву, яку освятили на честь Різдва Пресвятої Богородиці.

## Особи

### Народилися
- Мордвинов Олександр Миколайович (нар. 24 лютого 1799, Миколаїв — 13 (25) грудня 1858, Одеса) — живописець і аквареліст, син адмірала Миколи Мордвинова, автор натюрмортів і пейзажів. Камергер і колезький радник, почесний вільний общник Імператорської академії мистецтв.

### Померли
- Захар'їн Петро Михайлович (нар. 1744, Козлов — пом. 13 (24) березня 1799, Миколаїв) — російський письменник, поет.